# La Capitana (Tumbes)
La Capitana es un caserío peruano ubicado en el distrito de San Jacinto, perteneciente a la provincia y el departamento de Tumbes, al norte del Perú. 

## Ubicación
La Capitana se ubica al oeste de la provincia de Tumbes, en el distrito de San Jacinto, en el departamento de Tumbes.

## Demografía
En 2017 La Capitana tenía una población de 284 habitantes.
| Gráfica de evolución demográfica de La Capitana entre 1993 y 2017 |
|                                                                   |
| Fuentes: Población 1993 y 2017                                    |